# Динамичен анализ
Динамичният анализ е вид анализ на данни, при който се изследва тенденцията на развитие на дадено явление във времето, неговите сезонни и случайни колебания. Изучаването на тенденцията на развитие, по подобие на регресионен анализ, изследва модела на връзката между дадена променлива (зависима променлива, {\displaystyle Y}) и времето като независима променлива ({\displaystyle t}).
Моделът може да се опише с функция на права линия – {\displaystyle Y=a+bt}, или с криволинейна функция - квадратна функция {\displaystyle Y=a+bt+ct^{2}}; кубична функция {\displaystyle Y=a+bt+ct^{2}+dt^{3}}, логаритмична функция, експоненциална функция и т.н.).
Намирането на коефициентите {\displaystyle a} и {\displaystyle b} на линейния модел става чрез решаване на система от уравнения, първото от които е {\displaystyle \sum _{i=1}^{N}Y_{i}=Na+b\sum _{i=1}^{N}t_{i}}, а второто е {\displaystyle \sum _{i=1}^{N}Y_{i}t_{i}=a\sum _{i=1}^{N}t_{i}+b\sum _{i=1}^{N}({t_{i}}^{2})}.
Тъй като времето е условна величина, можем да го номерираме така, че сумата му да е нула (ако имаме 10 члена на реда, то задаваме значения на времето от -5 до 5), което значително ще облекчи изчислителните процедури.

## Статистически методи за анализ на динамични (времеви) редове (ДР)
ДР са форма за представяне на значенията на статистическата съвкупност или на части от нея при изменение на динамиката. Всеки статистически ред има три елемента – заглавие, основание и членове. Заглавието изразява съдържанието на ДР. Основанието показва какъв е възприетият подход за извършване на групировката. Членовете на ДР са числени величини, които могат да бъдат абсолютни, относителни и средни величини. Най-често членовете са във вид на абсолютни величини, които могат да изразяват обеми, равнища и маси.
В методологически аспект общото развитие включва четири компонента, които са неосезаеми (невидими). Те се получават чрез съответните методи. Биват:
- А) Тенденция;
- Б) Сезонни колебания – {\displaystyle S_{i}};
- В) Циклични колебания – {\displaystyle Z_{i}};
- Г) Случайни колебания – {\displaystyle E_{i}}.

Статистическият анализ на ДР се осъществява с подходящи методи в следните направления:
- статистически анализ на общото развитие;
- статистически анализ на тенденция на развитие;
- статистически анализ на сезонни колебания;
- статистически анализ на циклични колебания;
- статистически анализ на случайните колебания.

## Статистически методи за анализ на общото развитие
Основава се на изчисляване на с подходящи методи на показатели за средния размер на величините на членовете на ДР както и на показатели за тяхното абсолютно и относително изменение. Възприето е членовете на ДР да се означават с Y и с долни индекси.

### Статистически показатели за средния размер на членовете на ДР
Изчисляват по формулите за средна хронологична и средна геометрична величини.
- Средна хронологична величина – използва се за изчисляване на средни равнища при ДР. Изчислява се при периодни и моментни ДР.
  - При моментните ДР непосредственото изчисляване на средните хронологични не е възможно, тъй като отделните членове са моментни величини и тяхното усредняване няма логически смисъл. В този случай е необходимо превръщане на величините на моментния ДР в периоден. То се извършва чрез последователно усредняване на моментните за 2 поредни реда.
- Средна геометрична величина

### Статистически показатели за абсолютни изменения на членовете на ДР
- Абсолютен прираст – бива базисен и верижен
- Среден прираст – при равни интервали и при неравни интервали
- Прираст на прираста

### Статистически методи за изчисляване на показатели за относителни изменения на членовете на ДР
- Темпове на растеж – базисни и верижни
- Темпове на прираст – базисни и верижни
- Средни темпове на растеж
- Средни темпове на прирасти